# Slipknots medlemmer
Slipknot er et heavy metal-band, som blev dannet af vokalist og percussionist Anders Colsefni, guitaristerne Donnie Steele og Josh Brainard, bassist Paul Gray, og percussionist Shawn Crahan, i Des Moines, Iowa. Siden deres begyndelse i 1995 har bandet gennemgået flere udskiftninger i medlemmerne indtil udgivelsen af deres debutalbum Slipknot i 1999. Bandet er kendt for dets mange medlemmer bestående af en vokalist, to guitarister, en bassist, to percussionister som tilføjelse til trommeslageren, en sampler og en DJ.
Under miksningen af bandets demo Mate. Feed. Kill. Repeat. i 1996, forlod Donnie Steele bandet, og blev afløst af Craig Jones, hvilket var den første medlemsudskiftning. Kort tid efter foreslog Jordison at de skulle have en fuldtids sampler, og Jones passede godt i denne rolle, da "han kunne lide at gøre det alligevel." Mick Thomson blev optaget til at udfylde den tomme guitaristplads. Efter udgivelsen af Mate. Feed. Kill. Repeat. arbejdede bandet videre med nyt materiale, som krævede mere melodi i vokalerne, hvilket Colsefini havde besvær med. I 1997 blev Corey Taylor rekrutteret fra det lokale band Stone Sour, og efter at have øvet med Slipknot "klikkede det hele godt sammen." Dette forårsagede, at Colsefini blev flyttet til bagvokaler og percussion. Han var dog ikke så tilfreds med sin nye rolle, og valgte at forlade bandet en måned efter. Slipknot ønskede dog stadig at beholde deres percussionprægede stil, og optog Greg Welts som Colsefinis afløser. Mod slutningen af 1997 valgte hvert medlem et nummer som deres alias. I 1998 blev Welts, som det eneste medlem, bedt om at forlade bandet. Chris Fehn kom efterfølgende til at afløse ham. Medlemmerne ønskede yderligere at finde en DJ, hvilket dog var et problem, da "alle de mennesker, de kendte som var DJs var dårlige!" Sid Wilson ansøgte efter at have set bandet live. Det lykkedes ham at imponere dem med sine evner og tossestreger. Wilson blev derefter anset som "Slipknots materiale," hvilket bragte bandet op på ni medlemmer. Den sidste ændring i bandets medlemmer kom under et af indspilningsprocessens sidste stadier til debutalbummet Slipknot i 1999. Mens gruppen tog en pause fra indspilningerne til albummet, valgte Brainard at forlade Slipknot, og blev erstattet af James Root. 

## Nuværende medlemmer
Corey Taylor (#8)
Aktiv: 1997–
Instrument(er): Vokal
Bidrag til udgivelser: Alle Slipknots udgivelser mellem Slipknot demoen (1998) til i dag.
Taylor blev rekrutteret fra et andet lokal band ved navn Stone Sour i 1997. Slipknots musik krævede mere melodisk sang, hvilket den forrige vokalist Anders Colsefni havde problemer med. Ideen var at de to vokalister skulle deles om sangrollen, men det blev alligevel besluttet, at Taylor skulle overtage størstedelen af vokalen, mens Colsefini blev flyttet til bagvokaler.
Mick Thomson (#7)
Aktiv: 1996–
Instrument(er): Guitar
Bidrag til udgivelser: Alle Slipknots udgivelser mellem Slipknot demoen (1998) og i dag.
Kort tid efter Craig Jones kom med i bandet som guitarist, blev det besluttet, at han skulle stå for samplerne. Thomson blev derfor rekrutteret for at udfylde den tomme guitarist rolle.
Jim Root (#4)
Aktiv: 1999–
Instrument(er): Guitar
Bidrag til udgivelser: Alle Slipknots udgivelser mellem Slipknot (1999) og i dag
Jim Root sluttede sig til bandet i 1999 mod slutningen af indspilningerne til debutalbummet Slipknot. Han blev rekrutteret, da Josh Brainards forlod bandet, og var dermed det sidste medlem til at slutte sig til gruppen.
Joey Jordison (#1)
Aktiv: 1995–
Instrument(er): Trommeslager.
Bidrag til udgivelser: Alle Slipknots udgivelser.
Joey Jordison er et originalt medlem fra bandets begyndelse i 1995.
Shawn Crahan (#6)
Aktiv: 1995–
Instrument(er): Percussion, bagvokaler.
Bidrag til udgivelser: Alle Slipknots udgivelser.
Shawn Crahan er et originalt medlem, og var i en kort periode også trommeslager.
Chris Fehn (#3)
Aktiv: 1998–
Instrument(er): Percussion, bagvokaler
Bidrag til udgivelser: Alle Slipknots udgivelser mellem Slipknot (1999) og i dag.
Efter Greg Welts blev fyret blev Chris optaget i gruppen til at udfylde den tomme rolle som percussionist og bagvokalist. Før havde Fehn ansøgt om at blive bandets roadie. Efter forlydende lignede Fehns optagelse kontrolprocessen fra filmen Fight Club. Alligevel efter en måned, "for at se om han passede ind i Slipknot", sluttede Fehn sig til dem.
Craig Jones (#5)
Aktiv: 1996–
Instrument(er): Sampler, guitar
Bidrag til udgivelser: Alle Slipknots udgivelser mellem Slipknot demoen (1998) og i dag
Craig Jones var den første til at afløse et originalt medlem, da Donnie Steele forlod bandet. Ifølge Joey Jordison begyndte bandet at indopere og øge antallet af samplere i musikken, men kunne ikke spille dem live. Derfor flyttede Jones til fuldtids sampler.
Sid Wilson (#0)
Aktiv: 1998–
Instrument(er): turntable
Bidrag til udgivelser: Alle Slipknots udgivelser mellem Slipknot (1999) og i dag.
Bandet ønskede at tilføje en DJ til deres musik, men kendte ikke nogen de anså som værende gode nok. Efter at have set gruppen optræde proklamerede Sid Wilson: "Jeg vidste, jeg var født til dette band." Wilson kontaktede gruppen, og viste sin interesse i at slutte sig til dem. Efter at have været til prøve, og under en episode inden et show, hvor han havde nikket hver af bandmedlemmerne en skalle, blev han anset som "Slipknots materiale" og optaget.
- Vokalist Corey Taylor
- Guitarist Mick Thomson
- Guitarist Jim Root
- Bassist Paul Gray
- Trommeslager Joey Jordison
- Percussionist Shawn Crahan
- Percussionist Chris Fehn
- Sampler Craig Jones
- DJ Sid Wilson

Slipknots medlemmer der optræder til Mayhem festival i 2008

## Tidligere medlemmer
|  | Sammenskrivningsforslag Artiklen Patrick M. Neuwirth er foreslået føjet ind i Slipknots medlemmer. (Siden august 2019) Diskutér forslaget |

|  | Sammenskrivningsforslag Artiklen Quan "Meld" Nong er foreslået føjet ind i Slipknots medlemmer. (Siden august 2019) Diskutér forslaget |

Paul Gray (#2)
Aktiv: 1995–2010
Instrument(er): Bas, bagvokal.
Bidrag til udgivelser: Alle Slipknots udgivelser.
Paul Gray er et originalt medlem helt fra bandets begyndelse i 1995.
Paul Gray blev fundet død den 24. Maj 2010 på Towneplace Hotel i Urbandale, Iowa. Den 21. Juni kom det frem at Paul Grey var død i et uheld med en overdose med morfin og fentanyl
Donnie Steele
Aktiv: 1995–1996
Instrument(er): Guitar
Bidrag til udgivelser: Mate. Feed. Kill. Repeat. (1996)
Donnie Steele var et af de oprindelige medlemmere, da gruppen blev dannet i 1995. I februar 1996 under miksningen af Mate. Feed. Kill. Repeat., valgte Steele at forlade bandet. Steele var en "oprigtig kristen", og indså at bandet ikke længere var et projekt, som han kunne tage del i.
Anders Colsefni
Aktiv: 1995–1997
Instrument(er): Vokal, percussion, bagvokal
Bidrag til udgivelser: Mate. Feed. Kill. Repeat. (1996)
Anders Colsefni var et oprindeligt medlem af bandet, da det blev dannet i 1995. I 1997 sluttede Corey Taylor sig til gruppen for at dele vokalrollen. Alligevel blev det besluttet, at Taylor skulle erstatte Colsefini som vokalist, hvorved han blev flyttet til percussion og bagvokaler. Dette ønskede Colsefini ikke, og valgte kort tid efter at forlade gruppen.
"
Greg Welts (#3)
Aktiv: 1997–1998
Instrument(er): Percussion, bagvokal
Bidrag til udgivelser: Slipknot demoen (1998)
Efter Colsefini forlod gruppen, blev Greg Welts optaget for at udfylde den tome rolle som percussionist og bagvokalist. I 1998, før bandet skrev kontrakt med Roadrunner Records, blev Welts fyret fra bandet. Årsagerne til dette er, at Welts startede med at date Joey's søster. Og Joey slog helt fast, at hvis han ikke stoppede med det, ville han gå ud af bandet, men det blev Welts der gik i stedet.
Josh Brainard (#4)
Aktiv: 1995–1999
Instrument(er): Guitar
Bidrag til udgivelser: Mate. Feed. Kill. Repeat. (1996), Slipknot demoen (1998), Slipknot (1999)
Josh Brainard var et oprindeligt medlem af gruppen, da den blev dannet i 1995. Brainard forlod bandet under indspilningerne til Slipknot i 1999. Årsagerne til dette er en del uklare, men visse rygter siger, det var tvang fra familien. Brainard afviser dog disse rygter, og forklarer det med: "Der blev taget nogle beslutninger, jeg ikke var særlig tilfreds med."

## Fodnoter
1. 1 2 3 4 5 6 7  Arnopp 2001, s. 40–42
2. ↑  "Allmusic Slipknot biography". Allmusic. Hentet 2008-07-16.
3. 1 2 3  Arnopp 2001, s. 57
4. ↑  Arnopp 2001, s. 74
5. 1 2  McIver 2003, s. 44–45
6. ↑  Arnopp 2001, s. 80–81
7. ↑  McIver 2003, s. 50
8. 1 2 3  Arnopp 2001, s. 91–93
9. 1 2  McIver 2003, s. 41–42
10. 1 2  McIver 2003, s. 61–63
11. ↑  McIver 2003, s. 57
12. ↑  Arnopp 2001, s. 78–79
13. 1 2  Arnopp 2001, s. 50–51
14. ↑  McIver 2003, s. 47
15. ↑  McIver 2003, s. 54